# Belforte Monferrato
Belforte Monferrato är en ort och kommun i provinsen Alessandria i regionen Piemonte i Italien. Kommunen hade 507 invånare (2018).